# Clepsis coriacana
Clepsis coriacana es una especie de polilla del género Clepsis, categorizada en la tribu Archipini, de la subfamilia Tortricinae.

## Distribución
Se distribuye por España.

## Taxonomía
Fue descrita por Rebel, in Rebel & Rogenhofer en 1894 y publicada en (Heterognomon), Ann. Naturhist. Hofmus 9: 84.